# Anelli di Liesegang

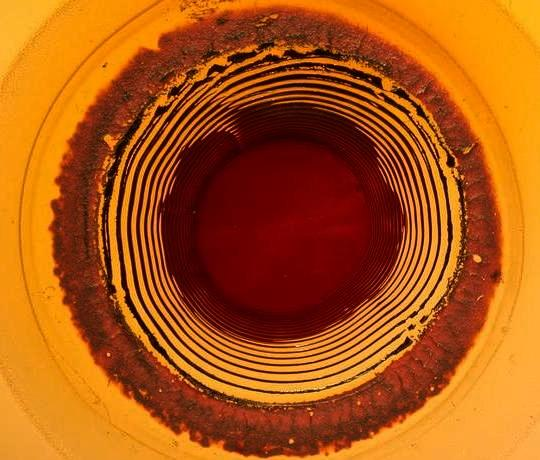
Anelli di Liesegang di dicromato d'argento su uno strato di gel

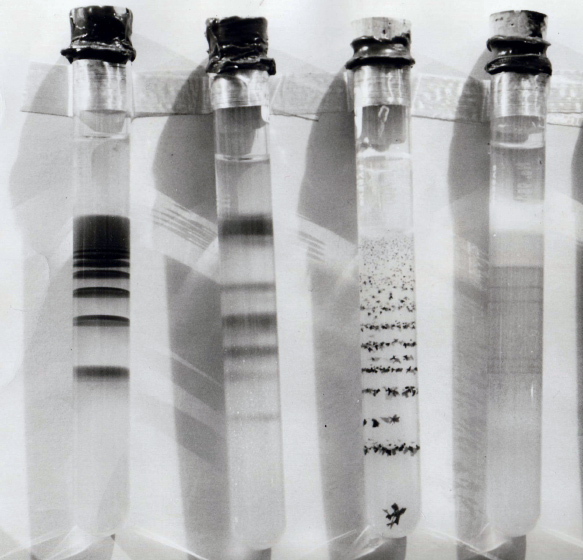
Anelli e bande di Liesegang

Gli anelli di Liesegang sono un fenomeno osservato in sistemi chimici costituiti da ioni dispersi in un mezzo colloidale alla stato di gel, che, in determinate condizioni di concentrazione e in assenza di convezione, danno luogo a una reazione di precipitazione caratterizzata dalla formazione di strutture costituite da anelli o bande di precipitato.

## Scoperta
Il fenomeno venne osservato per la prima volta nel 1855 dal chimico tedesco Friedlieb Ferdinand Runge ma non suscitò la dovuta attenzione.
Nel 1896 il chimico e fotografo tedesco Raphael E. Liesegang lasciò cadere una soluzione di nitrato d'argento su un sottile strato di gel contenente dicromato di potassio. Dopo poche ore, osservò la formazione di anelli concentrici ben definiti di dicromato d'argento insolubile. Il lavoro di Liesegang richiamò l'interesse degli studiosi e il fenomeno finì per prendere il suo nome. Se lo stesso gel viene posto in una provetta e si lascia diffondere la soluzione dall'alto, si può osservare la formazione di strati o bande di precipitato.

## Teorie
Diverse teorie sono state proposte per spiegare la formazione degli anelli di Liesegang. Nel 1897 il chimico Wilhelm Ostwald propose una teoria basata sull'idea che un precipitato non si forma immediatamente allorché il prodotto ionico eccede il prodotto di solubilità (ovvero quando la concentrazione di soluto nel solvente supera il limite di solubilità) ma si verifica prima la formazione di una regione di sovrasaturazione. Raggiunto il limite di stabilità della sovrasaturazione la formazione del precipitato è così rapida che la diffusione non è in grado di mantenere una concentrazione degli ioni tale da portare alla formazione di altro precipitato. Quando il fenomeno si verifica ripetutamente, provoca una periodicità nella reazione di precipitazione con formazione di strutture caratteristiche come bande o anelli.